# Pitar
Pitarul era un dregător în țările românești, însărcinat cu aprovizionarea cu pâine a curții domnești. El pregătea pâinea pentru domn și pentru slujitorii sau ostașii cu rație zilnică de pâine. În secolul al XVII-lea a devenit membru al sfatului.
Prima mențiune documentară a pitarului datează din 22 mai 1476, în principatul Moldovei, iar în Țara Românească din 25 aprilie 1489.